# 貴之富士三造

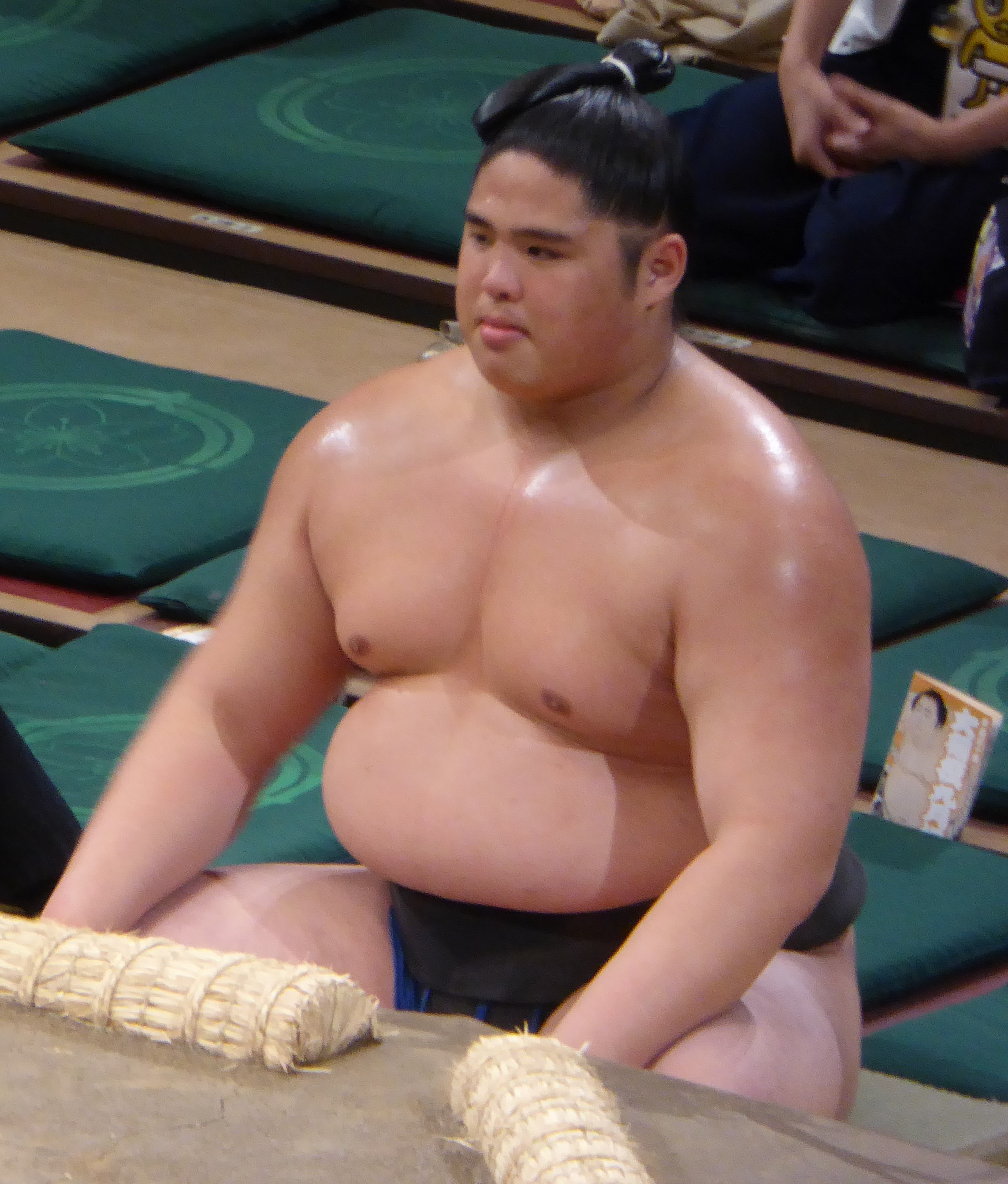

貴之富士三造（1997年5月13日—），原名上山剛，日本栃木縣小山市出身的前大相撲力士。身高190cm、體重157.2kg。最高位置是西十兩5枚目（2019年9月場所），血型O型，所屬的相撲部屋是千賀之浦部屋（入門時為貴乃花部屋）。他的父親是日本人，母親是菲律賓人。
他和同部屋的幕內級力士貴源治賢士是同卵雙胞胎兄弟，他於2013年3月首次亮相（在2018年3月昇為十兩）。然而，他中途退出比賽，並因比賽後毆打其師弟而被停賽。這導致他退回到幕下級別。他於2019年3月返回十兩，並於2019年7月在該部門取得了最好的成績，戰績為11勝4負。然而，他在8月31日的練習後再次襲擊了一名師弟。
他的親方千賀之浦因此讓他退出九月場所的比賽，日本相撲協會正在調查此事件。
日本相撲協會於2019年10月11日宣布退役。貴之富士通過他的律師說：“我仍然想繼續職業生涯，但是與相撲協會的來往使我筋疲力盡。” 他決定在被施加更嚴厲的刑罰之前退休，這意味著他有權獲得資遣費。
目前已转型成为综合格斗运动员，战绩为7胜2负。